# Хорње Вестјењице
Хорње Вестјењице (слч. Horné Vestenice) насељено је мјесто са административним статусом сеоске општине (слч. obec) у округу Прјевидза, у Тренчинском крају, Словачка Република.

## Становништво
| Година:    | 1994. | 2004.   | 2014.   | 2024.   |
| ---------- | ----- | ------- | ------- | ------- |
| Број људи: | 630   | 608     | 612     | 620     |
| Разлика:   |       | -3,49 % | +0,65 % | +1,30 % |

| Година:    | 2023. | 2024.   |
| ---------- | ----- | ------- |
| Број људи: | 622   | 620     |
| Разлика:   |       | -0,32 % |

Према подацима о броју становника из 2011. године насеље је имало 616 становника.